# Nattawut Mangmee
Nattawut Mangmee (thailändisch ณัฐวุฒิ มั่งมี; * 13. September 2006) ist ein thailändischer Fußballspieler.

## Karriere
Nattawut Mangmee erlernte das Fußballspielen in der Jugend des Drittligisten Kanjanapat FC. Seinen ersten Vertrag unterschrieb er Anfang August 2023 in Ayutthaya beim Zweitligisten Ayutthaya United FC. In seiner ersten Profisaison kam er in der Liga nicht zum Einsatz. Nach einem Jahr wurde sein Vertrag um ein weiteres Jahr verlängert. Sein Zweitligadebüt gab Mangmee am 7. Dezember 2024 (15. Spieltag) im Heimspiel gegen den Chiangmai United FC. Bei dem 3:1-Erfolg wurde er in der 84. Minute für Kitphom Bunsan eingewechselt. Am Ende der Saison 2024/25 feierte er mit Ayutthaya die Vizemeisterschaft der zweiten Liga sowie den Aufstieg in die erste Liga.

## Erfolge
Ayutthaya United FC
- Thailändischer Zweitligavizemeister: 2024/25  ▲